# Xã Deer Creek, Quận Worth, Iowa
Xã Deer Creek (tiếng Anh: Deer Creek Township) là một xã thuộc quận Worth, tiểu bang Iowa, Hoa Kỳ. Năm 2010, dân số của xã này là 180 người.